# Christian Bekamenga
Christian Bekamenga Bekamengo Aymard (Yaoundé, 9 maggio 1986) è un calciatore camerunese, attaccante del Template:Calcio La Chapelle.

## Carriera

### Club
Dopo aver iniziato la carriera in Malaysia e in Indonesia, nel 2008 si è trasferito in Francia, al Nantes. Dopo una deludente parentesi allo Skoda Xanthi, nel 2012 si trasferisce all'Orléans.
Pochi mesi dopo si trasferisce all'USJA Carquefou, per poi tornare in Francia, dove indossa le maglie di Laval, Troyes, Lens e Metz prima di trasferirsi nel 2016 al Balıkesirspor in Turchia.

### Nazionale
Ha preso parte ai Giochi Olimpici di Pechino 2008, nei quali ha giocato tre partite senza segnare. Ha anche giocato 4 partite con la Nazionale maggiore, segnando un gol.

## Palmarès

### Club

#### Competizioni nazionali
- Malaysia Premier League: 1

Selangor: 2005